# Virgule de Sablé
La virgule de Sablé est un raccordement entre la LGV Bretagne-Pays de la Loire (vers Rennes) et le raccordement de celle-ci à Sablé-sur-Sarthe (vers Nantes). Elle permet de réaliser des relations entre Rennes et Nantes, via Sablé, en desservant notamment Laval et Angers et ainsi de réduire les temps de parcours entre différentes villes de la région des Pays de la Loire.
Elle constitue officiellement le raccordement no 408 345 de la virgule de Sablé-sur-Sarthe, dans la nomenclature du réseau ferré national. Sa vitesse limite est de 160 km/h.

## Histoire

### Chronologie
- 1999 : À l’occasion des concertations préalables, la Fédération nationale des associations d'usagers des transports (FNAUT) suggère la construction d'une virgule sur la LGV Bretagne Pays de la Loire[2]
- 2006 : Intégration aux études de la LGV[3]
- 12 mai 2011 : Déclaration d'utilité publique et urgent[4],[5]
- 27 août 2012 : Début des travaux[6]
- 2 juillet 2017 : Inauguration et mise en service avec 5 allers-retours en semaine[7]
- Du 29 septembre au 16 octobre 2017 : suspension des circulations[8]
- 18 janvier 2018 : nouvelle suspension du trafic[9]
- 27 août 2018 : reprise du trafic avec 5 allers-retours en semaine[10],[11],[12]
- 10 décembre 2018 : passage à 7 allers-retours en semaine[13]

### Genèse
Le projet prend naissance lors  des premières consultations et concertations préalables à la réalisation de la LGV Bretagne-Pays de la Loire à partir de 1999, à l'initiative de la FNAUT. L'idée est ensuite intégrée  dans le projet global et soutenue par les pouvoirs publics locaux et les élus,. En juillet 2010 les maires d'Angers et de Rennes ainsi que le conseil régional des Pays de la Loire ont signé l'accord pour la construction de la virgule de Sablé. Un arrêté du préfet de la Sarthe du 12 mai 2011 déclare les travaux de construction de la ligne d'utilité publique et urgents,. Cette déclaration et l'accord signé pour la construction permettent de mutualiser les travaux de ce raccordement avec ceux de la création de la LGV Bretagne-Pays de la Loire. Ce projet prévoit la construction sur la commune d’Auvers-le-Hamon de 3,6 km de voies ferrées pour un montant de 36,3 millions d'euros financés à 55 % par les collectivités territoriales, à 23 % par l'État et à 22 % par SNCF Réseau.

### Temps de parcours prévus
En 2012, il est estimé que le temps de parcours des TER entre Angers, Nantes et Laval, d'une part, et Mayenne d'autre part, sera réduit d'une heure grâce au matériel TER habilité à circuler sur cette ligne à grande vitesse et ses raccordements. Concernant Mayenne, ces temps s'entendent sont sous condition de réouverture de la ligne depuis Laval, projet qui n'est plus d'actualité.

Les temps de parcours annoncés sont les suivants :
- Laval ↔ Angers en 40 min[6]
- Laval ↔ Nantes en 1 h 21 min[5],[6]
- Angers ↔ Rennes en 1 h 25 min[5]
- Mayenne ↔ Nantes en 1 h 50 min[6],[21].

Lors de la mise en service en 2017, les temps de parcours sont un peu plus importants qu'annoncés : le trajet s'effectue en 52 minutes entre Laval et Angers, en 1h35 entre Laval et Nantes et en 1h32 entre Angers et Rennes. Au 9 décembre 2018, les temps de parcours observés sont de 54 minutes entre Laval et Angers (meilleur temps en 47 minutes), 1h36 entre Laval et Nantes (meilleur temps en 1h28) et 1h35 entre Angers et Rennes (meilleur temps en 1h32).

### Travaux et mise en service
Le début des travaux sous la maîtrise de RFF a lieu le 27 août 2012, en même temps que ceux de la LGV Bretagne-Pays de la Loire. Son inauguration et sa mise en service se sont déroulées le 2 juillet 2017, toujours en même temps que la LGV. La virgule est alors parcourue par 5 allers-retours en semaine, 3 les samedis et 4 les dimanches.
Un déshuntage est observé sur un TER le 17 septembre 2017, nécessitant l'arrêt des circulations TER sur la virgule et le raccordement de Sablé de la LGV Bretagne-Pays de la Loire à partir du 29 septembre et durant plus de deux semaines,,, le trafic ne reprenant que le 16 octobre. Cependant, en janvier 2018, le rapport d'expertise mené par la SNCF et Eiffage et présenté à la région n'a pas satisfait cette dernière. Considérant que le problème n'est même toujours pas réglé, et qu'il serait apparu à plusieurs autres endroits de la ligne, la région décide de suspendre de nouveau la circulation des Z TER sur la virgule à partir du 18 janvier. Depuis cette date les communiqués sont rares ; Eiffage travaillerait sur 5 solutions réparatrices et une remise en service en septembre 2018 est envisagée. Finalement, au début du mois d'août, une solution a été trouvée, validée par l'Arafer : il s'agit d'amplifications des systèmes électroniques permettant le shuntage de la voie. La reprise du trafic a lieu le 27 août 2018, avec de nouveau 5 allers-retours en semaine, 3 les samedis et 4 les dimanches. L'offre passe à 7 allers-retours en semaine à partir du 10 décembre 2018, l'offre restant inchangée le week-end,.

## Trafic
Cette « virgule » est parcourue par des TER circulant entre Rennes et Nantes, via une correspondance rapide à Sablé. Sur l'année scolaire 2024-2025, tous ces TER desservent les gares intermédiaires de Vitré, Laval, Sablé, Angers-Saint-Laud et Ancenis. 8 allers-retours sont proposés en semaine, 3 les samedis et 4 les dimanches.